# Leskiola asiatica
Leskiola asiatica är en tvåvingeart som först beskrevs av Louis-Paul Mesnil 1957. Leskiola asiatica ingår i släktet Leskiola och familjen parasitflugor.
Artens utbredningsområde är Myanmar. Inga underarter finns listade i Catalogue of Life.